# Olof Nilsson (lantmätare)
Olof Nilsson, född 28 juli 1872 i Andrarums socken, död 13 april 1940 i Halmstad, var en svensk lantmätare.
Olof Nilsson var son till arrendatorn Nils Månsson. Han avlade lantmäteriexamen 1902 och blev efter auskultanttjänst vice kommissionslantmätare i Skaraborgs län 1907 och distriktslantmätare i Östergötlands östra distrikt 1915. Nilsson utnämndes 1919 till förste lantmätare (från 1921 överlantmätare) i Hallands län och avgick 1939. Han biträdde Kammarkollegiet med lantmäteriutredningar 1912–1917, och var ledamot av avvittringskommissionen 1915, av en kommission 1918–1921 för undersökning av hur lagstiftningen till förekommande av vanhävd å viss jord i Norrland och Dalarna verkade, av jordstyckningskommissionen 1919–1920 och av skogslagskommissionen 1936. Han var styrelseledamot i Sverige överlantmätareförening 1920–1928 och ordförande där 1928–1933, ledamot av stiftsnämnden i Göteborgs stift från 1932 och ledamot av styrelsen för Riksbankens avdelningskontor i Halmstad från 1927 (vice ordförande från 1930). 1914–1920 utgav han Svensk lantmäteritidskrift.